# Subsumtion (Philosophie)
Die Subsumtion (auch Subsumption), deutsch Unterordnung, ist ein klassifikatorischer Vorgang, bei dem man einen Begriff oder eine Struktur unter einen anderen Begriff bzw. eine andere Struktur ordnet. Die Vorgehensweise der Subsumtionslogik oder Klassifikationslogik wird als Gegenbegriff zur dialektischen Logik angesehen.
Im philosophischen Sprachgebrauch kommt der Terminus zugleich und in derselben Bedeutung wie der Terminus „Subordination“ im 17. Jahrhundert auf und scheint sich auf Grund der prominenten Verwendung bei Kant weiter verbreitet zu haben.